# Nanga Parbat
El Nanga Parbat és la novena muntanya més alta del món i la segona més alta del Pakistan. El nom de la muntanya significa muntanya despullada en urdú i hindi. El nom es deu al fet que es tracta d'una muntanya aïllada, separada de la resta de grans muntanyes, per la qual cosa destaca sobre el paisatge. Aquest mateix aïllament la fa especialment perillosa pels escaladors.
En caixmiri el seu nom és Diamir, que vol dir Rei de les muntanyes. Aquest és un nom que sols es manté al vessant oest de la muntanya.

## Situació
El Nanga Parbat és el vuit mil més occidental del planeta, està situat a la regió dels Territoris del Nord, al Pakistan, al sud del riu Indus.

## Els cims del Nanga Parbat
| Nanga Parbat               | 8.125 m |
| Nanga Parbat, èspatula     | 8.070 m |
| Nanga Parbat, cim sud      | 8.042 m |
| Nanga Parbat, cim nord-est | 7.910 m |
| Nanga Parbat, cim nord     | 7.815 m |
| Nanga Parbat, 2n cim nord  | 7.785 m |
| Nanga Parbat, Silberzacken | 7.597 m |
| Nanga Parbat, cim est      | 7.530 m |

## Exploració
El primer occidental en visitar la zona del Caixmir fou el britànic G.T.Vigne el 1835. A partir d'aquell moments la muntanya es va anar visitant, dibuixant i descrivint, cosa que fa créixer l'interès per la muntanya entre els millors escaladors dels moment.
El 1895 Albert Mummery, el millor escalador del moment, junt a Geoffrey Hastings i John Norman Collie anaren al Nanga Parbat amb la intenció d'explorar-lo a fons i si fos possible escalar-lo. Arribaren a 6.100 m, però s'hagueren de fer enrere. Intentant travessar d'una vessant a una altra de la muntanya Mummery morí sepultat per una allau juntament amb dos gurkhes.
El 1932 una expedició alemanya, dirigida per Willy Merkl, es plantaren a la base de la cara nord-oest. Les dures condicions meteorològiques i la falta d'experiència els aturaren a 7.000 m.
El 1934 els alemanys, amb Merkl altre cop com a cap, hi tornen, ara amb el suport del règim nazi. L'expedició acabà amb tragèdia, perquè el mal temps atrapà 16 muntanyencs al camp VII, a més de 7.700 m, nou dels quals moriren (els alemanys Uli Wieland, Willo Welzenbach i el mateix Willy Merkl, i sis xèrpes), als quals cal afegir l'alemany Alfred Drexel que va morir al principi de l'expedició, probablement per edema pulmonar. El xerpa Ang Tsering fou l'únic que va retornar al camp base i va poder alertar del tràgic desenllaç.
El 1937 una altra expedició alemanya acabà, de nou, amb tragèdia. 16 muntanyencs moriren sepultats per una allau quan es trobaven al camp IV, sota el pic Rakhiot (set alemanys i nou xèrpes).
Fins a l'inici de la Segona Guerra Mundial els alemanys enviaren dues expedicions més, ambdues sense èxit.

## Primera ascensió
El 1953 una expedició alemanya, dirigida per Karl-Maria Herrligkoffer, germanastre de Willy Merkl, aconseguirà fer el cim del Nanga Parbat el 3 de juliol de 1953. L'únic integrant d'aquesta expedició que va fer el cim fou l'escalador austríac Hermann Buhl, convertint-se d'aquesta manera en l'únic muntanyenc en fer una primera ascensió d'un vuit mil en solitari i sense oxigen.
La nit del 2 de juliol Buhl i Otto Kempter la van passar al camp V, a 6.900 m. Des d'allí iniciaren l'ascens a dos quarts de 3 de la matinada, però poc després Kempter es retirava. A les 7 de la tarda feia el cim, després de 16 hores i mitja de dura escalada. La nit se li tirà al damunt i hagué de fer un vivac. No serà fins a les 7 de la tarda de l'endemà quan arribi al camp V. De resultes del fred passat, Buhl perdé diverses falanges del peu dret.

## Altres ascensions
- 1962 Primera ascensió del vessant del Caixmir per part dels alemanys Toni Kinshofer, Anderl Mannhardt i Seigi Löw, el 22 de juny.[2]
- 1970 Primera ascensió pel vessant del Rupal (Directa) pels germans italians Reinhold Messner i Günter Messner, el 27 de juny, i primera travessa amb descens pel vessant del Diamir. En Günter va morir durant el descens.[2][1]
- 1978 Primera ascensió en solitari des del camp base pel vessant del Diamir (Directa) per Reinhold Messner, el 9 d'agost.[2]
- 1984 Primera ascensió femenina, per la francesa Liliane Barrard, el 27 de juny, per la ruta Kinshofer. Amb Maurice Barrard.[2]
- 2016 Primera ascensió hivernal, pel basc Alex Txikon, el pakistanès Ali Sadpara i l'italià Simone Moro. La italiana Tamara Lunger es queda a pocs metres del cim.[4] La renúncia de Tamara Lunger probablement va salvar la vida als seus companys.[5] Un cop vençut el Nanga Parbat, ja només resta un sol vuit mil que no ha estat ascendit a l'hivern: el K2.

## Ascencions catalanes
- 1984 Primera ascensió catalana per Òscar Cadiach i Jordi Magrinyà, el 7 d'agost, pel vessant del Rupal (variant de la ruta Schell) i en estil alpí.[2]
- 1987 Ferran Álvarez i Joan Martínez, el 9 d'agost, per la ruta Kinshofer. Amb els militars espanyols Pedro Expósito i Domingo Hernández.[6][2]
- 1993 Ramón Estiu i Josep Permanyer, el 30 de juliol, per la ruta Kinshofer.[2]
- 1997 Joaquim Bretcha, Joan Colet (†), Toni Comerma i Eduard Sallent, de la Unió Excursionista de Vic, el 27 de juliol per la ruta Kinshofer. Colet va morir durant el descens.[7][2][1]
- 2005 Primera ascensió femenina catalana per Ester Sabadell, el 20 de juliol per la ruta Kinshofer. Amb la basca Edurne Pasaban, la suïssa Marianne Chapuissat, l'italià Silvio Mondinelli i l'equatorià Iván Vallejo.[8][2]

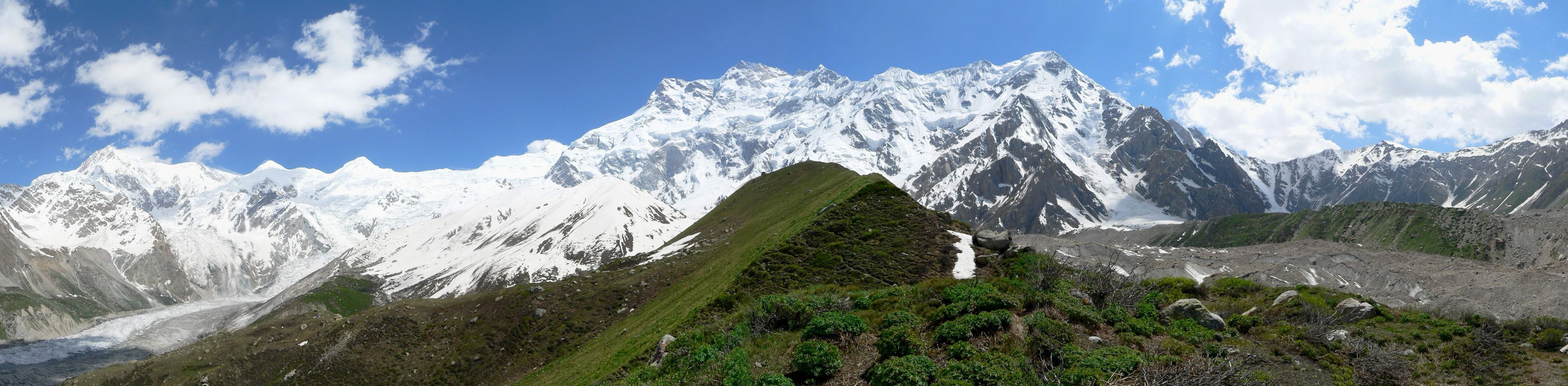
Aproximació cap al camp base del Nanga Parbat